# Vestec (Chrudim)
Vestec (německy Westetz; k roku 1938 Steinmetzendorf) je malá vesnice a část okresního města Chrudim. Nachází se asi dva kilometry severovýchodně od Chrudimi. K Chrudimi byl Vestec připojen roku 1961. Vestec leží v katastrálním území Vestec u Chrudimi o rozloze 2,48 km².

## Historie
První písemná zmínka o vesnici pochází z roku 1399.